# Дальник
Дальни́к (укр. Дальник) — село, относится к Овидиопольскому району Одесской области Украины.
Население по переписи 2001 года составляло 1241 человек. Почтовый индекс — 67842. Телефонный код — 4851. Занимает площадь 35,27 км². Код КОАТУУ — 5123781301.

## Местный совет
67842, Одесская обл., Овидиопольский р-н, с. Дальник, ул. Дружбы (Ленина), 126